# 平口峡站
平口峡站位于甘肃省永昌县平口峡村，是兰新铁路的一座火车站，等级为四等站，距兰州站395公里，距乌鲁木齐站1497公里，本站及相邻上下行区间均为电气化区段。本站仅办理货运，不办理客运业务。邮政编码为737205。